# Berberis kaschgarica
Berberis kaschgarica là một loài thực vật có hoa trong họ Hoàng mộc. Loài này được Rupr. mô tả khoa học đầu tiên năm 1869.